# Stephan Seidlmayer
Stephan Johannes Seidlmayer (* 25. September 1957 in Würzburg) ist ein deutscher Ägyptologe und Hochschullehrer.

## Leben und Werk
Stephan Seidlmayer ist der Sohn des Historikers Michael Seidlmayer. Sein archäologisches Interesse wurde in den 1970er Jahren geweckt, als er während eines Besuchs in seiner Heimatstadt Würzburg auf den mumifizierten Leichnam einer Katze stieß. Seitdem beschäftigte er sich intensiv mit der Ägyptologie. 1978 arbeitete er als Ausgrabungshelfer im Nildelta.
Seidlmayer studierte an den Universitäten Würzburg und der Heidelberg Ägyptologie, Klassische Archäologie und Alte Geschichte und wurde 1986 in Heidelberg bei Jan Assmann mit einer Dissertation Gräberfelder aus dem Übergang vom Alten zum Mittleren Reich. Studien zur Archäologie der Ersten Zwischenzeit promoviert. Anschließend war Seidlmayer bis 1993 wissenschaftlicher Mitarbeiter und Hochschulassistent am Ägyptologischen Seminar der Universität Bonn und am Ägyptologischen Seminar der Freien Universität Berlin. 1994 folgte die Habilitation am Fachbereich Altertumswissenschaften an der Freien Universität Berlin für das Fach Ägyptologie mit seiner Schrift Ausgrabungen in der Nordweststadt von Elephantine 1979-1982: Ein Gräberfeld des Alten und Mittleren Reiches und andere Befunde. Seidlmayer war von 1994 bis 1998 Heisenberg-Stipendiat der Deutschen Forschungsgemeinschaft. 1994 und 1995 übernahm er eine Lehrstuhlvertretung am Ägyptologischen Institut der Universität Heidelberg und leitete von Juni 1998 bis 2003 die Berliner Arbeitsstelle „Altägyptisches Wörterbuch“ an der Berlin-Brandenburgischen Akademie der Wissenschaften.
Im Oktober 2002 wurde er auf der Grundlage eines Kooperationsvertrages zwischen der Berlin-Brandenburgischen Akademie der Wissenschaften und der Freien Universität Berlin vom Senator für Wissenschaft und Forschung des Landes Berlin zum Akademieprofessor (C4-Professur) für das Fachgebiet Ägyptologie berufen. Mit dieser hauptamtlichen Professur war seit 2003 die Leitung des gesamten Projektes „Altägyptisches Wörterbuch“ der Berlin-Brandenburgischen Akademie der Wissenschaften verbunden. Vom 1. Mai 2009 bis zu seinem Ruhestand im Herbst 2022 war er Direktor der Abteilung Kairo des Deutschen Archäologischen Instituts. Dort widmete er sich insbesondere dem Ausbau der bilateralen Beziehungen zwischen Ägypten und Deutschland.
Seidlmayer widmet sich zu gleichen Teilen der Philologie und Archäologe. So entwickelte er das traditionsreiche Altägyptische Wörterbuch zu einem digitalen Corpus der altägyptischen Textüberlieferung. Er hat an zahlreichen internationalen Grabungskampagnen des Deutschen Archäologischen Instituts (DAI) sowie des Österreichischen Archäologischen Instituts teilgenommen. von 2001 bis 2009 war Seidlmayer verantwortlich für die Ausgrabungen an den Pyramiden von Dahschur, rund 35 Kilometer südlich von Kairo, die von der Deutschen Forschungsgemeinschaft (DFG) finanziert wurden.

## Mitgliedschaften
Seit 1999 ist Seidlmayer korrespondierendes Mitglied des Deutschen Archäologischen Instituts und des Österreichischen Archäologischen Instituts, seit 2002 der Österreichischen Akademie der Wissenschaften. Ebenfalls seit 2002 ist er Mitglied des Conseil de Fondation und des Comité Consultatif der Fondation Michela Schiff Giorgini in Lausanne, seit 2003 Mitglied der Kommission für Ägypten und Levante der Österreichischen Akademie der Wissenschaften und seit 2006 ordentliches Mitglied der Geisteswissenschaftlichen Klasse der Berlin-Brandenburgischen Akademie der Wissenschaften. Zwischen 2004 und 2011 war er Mitglied, ab 2008 Sprecher des Fachkollegiums „Alte Kulturen“ der DFG. 2014 wurde ihm der Gerda Henkel Preis zugesprochen, den er am 13. Oktober 2014 erhalten hat.

## Publikationen (Auswahl)
- Gräberfelder aus dem Übergang vom Alten zum Mittleren Reich. Studien zur Archäologie der Ersten Zwischenzeit (= Studien zur Archäologie und Geschichte Altägyptens. Band 1). Heidelberger Orientverlag, Heidelberg 1990, ISBN 3-927552-01-1 (zugleich Dissertation Universität Heidelberg 1986).
- Historische und moderne Nilstände. Untersuchungen zu den Pegelablesungen des Nils von der Frühzeit bis zur Gegenwart (= Achet. Schriften zur Ägyptologie. Band 1). Achet-Verlag, Berlin 2001, ISBN 3-9803730-8-8.
- Die Vermessung des Nils im Alten Ägypten. In: Fundiert. Wissenschaftsmagazin der Freien Universität Berlin. 2004, Nr. 2, S. 38–45 (Digitalisat (Memento vom 13. Juni 2011 im Internet Archive)).
- Der Nil in Aswân. Inschriften und Heiligtümer. De Gruyter, Berlin 2022, ISBN 978-3-11-074783-6.